# Lista zwycięzców Konkursu Piosenki Eurowizji
Zwycięzcy Konkursu Piosenki Eurowizji – zdobywcy pierwszego miejsca podczas corocznego Konkursu Piosenki Eurowizji, paneuropejskiego widowiska muzycznego organizowanego od 1956 przez Europejską Unię Nadawców (EBU).

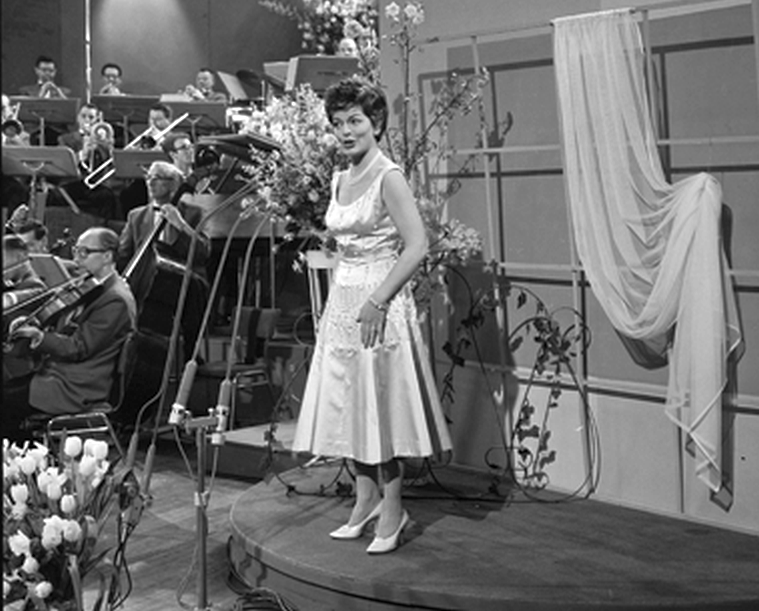
Lys Assia, zwyciężczyni 1. Konkursu Piosenki Eurowizji (na zdj. podczas konkursu w 1958)

Zwycięzcą konkursu zostaje reprezentacja kraju, który zdobywa największą liczbę punktów z innych państw. Na przestrzeni lat laureaci konkursu wybierani byli za pomocą różnych metod głosowania, albo przez jurorów, albo przez telewidzów bądź też we wspólnym głosowaniu jury i publiczności.
Zwyciężczynią pierwszego konkursu została Lys Assia, reprezentantka Szwajcarii z utworem „Refrain”.
Od 1956 zorganizowano 69 konkursów, a w każdym z nich zwyciężył po jeden uczestnik. Wyjątek stanowi finał konkursu w 1969, w którym pierwsze miejsce z taką samą liczbą punktów zajęły cztery reprezentacje: Francji, Holandii, Hiszpanii i Wielkiej Brytanii.
Krajami z największą liczbą siedmiu zwycięstw są Irlandia oraz Szwecja. Pierwszym artystą w historii, który wygrał konkurs więcej niż raz, był Johnny Logan, który zwyciężył w 1980 (z piosenką „What's Another Year”) i 1987 (z „Hold Me Now”), ponadto w 1992 zwyciężył jako kompozytor piosenki „Why Me?” Lindy Martin. Oprócz Logana, czterech innych kompozytorów napisało więcej niż jedną zwycięską piosenkę konkursową: Willy van Hemert (utwory „Net als toen” i „Een beetje” z konkursów w 1957 i 1959), Yves Dessca („Un banc, un arbre, une rue” z 1971 i „Après toi” z 1972), Rolf Løvland („La det swinge” z 1985 i „Nocturne” z 1995) i Brendan Graham („Rock ’n’ Roll Kids” z 1994 i „The Voice” z 1996). Jedyną kobietą, która wygrała więcej niż raz, jest Loreen, dwukrotna zwyciężczyni konkursu (dla Szwecji): w 2012 i 2023.
Zwycięstwo w Konkursie Piosenki Eurowizji zapewniło międzynarodowy rozgłos i było początkiem światowej kariery dla wielu wykonawców. Zwycięzcą konkursu w 1974 został zespół ABBA z utworem „Waterloo”, który trafił na szczyt list przebojów w wielu krajach, m.in. w Wielkiej Brytanii, Niemczech, Australii oraz Stanach Zjednoczonych, gdzie grupa wyruszyła w swoją pierwszą światową trasę koncertową. Laureatką konkursu w 1988 została Céline Dion (z piosenką „Ne pas partez sans moi”), która dzięki zwycięstwu otrzymała możliwość nagrywania kolejnych utworów, a kilka lat później rozpoczęła międzynarodową karierę. W najnowszej historii konkursu odnotować można zwycięstwa wykonawców, takich jak Alexander Rybak, Lena, Loreen, Conchita Wurst, Duncan Laurence i Måneskin.

## Zwycięzcy konkursu
| Rok  | Wykonawca                            | Piosenka                        | Zwycięski kraj   |
| ---- | ------------------------------------ | ------------------------------- | ---------------- |
| 1956 | Lys Assia                            | „Refrain”                       | Szwajcaria       |
| 1957 | Corry Brokken                        | „Net als toen”                  | Holandia         |
| 1958 | André Claveau                        | „Dors, mon amour”               | Francja          |
| 1959 | Teddy Scholten                       | „Een beetje”                    | Holandia         |
| 1960 | Jacqueline Boyer                     | „Tom Pillibi”                   | Francja          |
| 1961 | Jean-Claude Pascal                   | „Nous, les amoureux”            | Luksemburg       |
| 1962 | Isabelle Aubret                      | „Un premier amour”              | Francja          |
| 1963 | Grethe i Jørgen Ingmannowie          | „Dansevise”                     | Dania            |
| 1964 | Gigliola Cinquetti                   | „Non ho l’età”                  | Włochy           |
| 1965 | France Gall                          | „Poupée de cire, poupée de son” | Luksemburg       |
| 1966 | Udo Jürgens                          | „Merci, Chérie”                 | Austria          |
| 1967 | Sandie Shaw                          | „Puppet on a String”            | Wielka Brytania  |
| 1968 | Massiel                              | „La, la, la”                    | Hiszpania        |
| 1969 | Salomé                               | „Vivo cantando”                 | Hiszpania        |
| 1969 | Frida Boccara                        | „Un jour, un enfant”            | Francja          |
| 1969 | Lenny Kuhr                           | „De troubadour”                 | Holandia         |
| 1969 | Lulu                                 | „Boom Bang-a-Bang”              | Wielka Brytania  |
| 1970 | Dana                                 | „All Kinds of Everything”       | Irlandia         |
| 1971 | Séverine                             | „Un banc, un arbre, une rue”    | Monako           |
| 1972 | Vicky Leandros                       | „Après toi”                     | Luksemburg       |
| 1973 | Anne-Marie David                     | „Tu te reconnaîtras”            | Luksemburg       |
| 1974 | ABBA                                 | „Waterloo”                      | Szwecja          |
| 1975 | Teach-In                             | „Ding-a-dong”                   | Holandia         |
| 1976 | Brotherhood of Man                   | „Save Your Kisses for Me”       | Wielka Brytania  |
| 1977 | Marie Myriam                         | „L’oiseau et l’enfant”          | Francja          |
| 1978 | Jizhar Kohen i Alphabeta             | „A-Ba-Ni-Bi”                    | Izrael           |
| 1979 | Gali Atari i Milk and Honey          | „Hallelujah”                    | Izrael           |
| 1980 | Johnny Logan                         | „What’s Another Year”           | Irlandia         |
| 1981 | Bucks Fizz                           | „Making Your Mind Up”           | Wielka Brytania  |
| 1982 | Nicole                               | „Ein bißchen Frieden”           | Niemcy           |
| 1983 | Corinne Hermès                       | „Si la vie est cadeau”          | Luksemburg       |
| 1984 | Herreys                              | „Diggi-Loo Diggi-Ley”           | Szwecja          |
| 1985 | Bobbysocks                           | „La det swinge”                 | Norwegia         |
| 1986 | Sandra Kim                           | „J’aime la vie”                 | Belgia           |
| 1987 | Johnny Logan                         | „Hold Me Now”                   | Irlandia         |
| 1988 | Céline Dion                          | „Ne partez pas sans moi”        | Szwajcaria       |
| 1989 | Riva                                 | „Rock Me”                       | Jugosławia       |
| 1990 | Toto Cutugno                         | „Insieme: 1992”                 | Włochy           |
| 1991 | Carola                               | „Fångad av en stormvind”        | Szwecja          |
| 1992 | Linda Martin                         | „Why Me?”                       | Irlandia         |
| 1993 | Niamh Kavanagh                       | „In Your Eyes”                  | Irlandia         |
| 1994 | Paul Harrington i Charlie McGettigan | „Rock ’n’ Roll Kids”            | Irlandia         |
| 1995 | Secret Garden                        | „Nocturne”                      | Norwegia         |
| 1996 | Eimear Quinn                         | „The Voice”                     | Irlandia         |
| 1997 | Katrina and the Waves                | „Love Shine a Light”            | Wielka Brytania  |
| 1998 | Dana International                   | „Diva”                          | Izrael           |
| 1999 | Charlotte Nilsson                    | „Take Me to Your Heaven”        | Szwecja          |
| 2000 | Olsen Brothers                       | „Fly on the Wings of Love”      | Dania            |
| 2001 | Tanel Padar, Dave Benton i 2XL       | „Everybody”                     | Estonia          |
| 2002 | Marie N                              | „I Wanna”                       | Łotwa            |
| 2003 | Sertab Erener                        | „Everyway That I Can”           | Turcja           |
| 2004 | Rusłana                              | „Wild Dances”                   | Ukraina          |
| 2005 | Elena Paparizou                      | „My Number One”                 | Grecja           |
| 2006 | Lordi                                | „Hard Rock Hallelujah”          | Finlandia        |
| 2007 | Marija Šerifović                     | „Molitva”                       | Serbia           |
| 2008 | Dima Biłan                           | „Believe”                       | Rosja            |
| 2009 | Alexander Rybak                      | „Fairytale”                     | Norwegia         |
| 2010 | Lena Meyer-Landrut                   | „Satellite”                     | Niemcy           |
| 2011 | Ell i Nikki                          | „Running Scared”                | Azerbejdżan      |
| 2012 | Loreen                               | „Euphoria”                      | Szwecja          |
| 2013 | Emmelie de Forest                    | „Only Teardrops”                | Dania            |
| 2014 | Conchita Wurst                       | „Rise Like a Phoenix”           | Austria          |
| 2015 | Måns Zelmerlöw                       | „Heroes”                        | Szwecja          |
| 2016 | Jamala                               | „1944”                          | Ukraina          |
| 2017 | Salvador Sobral                      | „Amar pelos dois”               | Portugalia       |
| 2018 | Netta                                | „Toy”                           | Izrael           |
| 2019 | Duncan Laurence                      | „Arcade”                        | Holandia         |
| 2020 | Konkurs odwołany                     | Konkurs odwołany                | Konkurs odwołany |
| 2021 | Måneskin                             | „Zitti e buoni”                 | Włochy           |
| 2022 | Kalush Orchestra                     | „Stefania”                      | Ukraina          |
| 2023 | Loreen                               | „Tattoo”                        | Szwecja          |
| 2024 | Nemo                                 | „The Code”                      | Szwajcaria       |
| 2025 | JJ                                   | „Wasted Love”                   | Austria          |
| 2026 |                                      |                                 |                  |

## Kraje zwycięskie
W całej historii Konkursu Piosenki Eurowizji wygrało łącznie 27 krajów. Największą liczbę zwycięstw odniosła Irlandia oraz Szwecja której reprezentanci siedmiokrotnie zajmowali pierwsze miejsce w finałowej klasyfikacji. W 1969 roku finał konkursu wygrały cztery kraje: Francja, Hiszpania, Holandia i Wielka Brytania.

Mapa uwzględniająca wszystkie zwycięskie państwa oraz liczbę zdobytych przez nich wygranych

| Wygrane | Kraj            | Rok                                      |
| ------- | --------------- | ---------------------------------------- |
| 7       | Irlandia        | 1970, 1980, 1987, 1992, 1993, 1994, 1996 |
| 7       | Szwecja         | 1974, 1984, 1991, 1999, 2012, 2015, 2023 |
| 5       | Francja         | 1958, 1960, 1962, 1969, 1977             |
| 5       | Luksemburg      | 1961, 1965, 1972, 1973, 1983             |
| 5       | Wielka Brytania | 1967, 1969, 1976, 1981, 1997             |
| 5       | Holandia        | 1957, 1959, 1969, 1975, 2019             |
| 4       | Izrael          | 1978, 1979, 1998, 2018                   |
| 3       | Norwegia        | 1985, 1995, 2009                         |
| 3       | Dania           | 1963, 2000, 2013                         |
| 3       | Włochy          | 1964, 1990, 2021                         |
| 3       | Ukraina         | 2004, 2016, 2022                         |
| 3       | Szwajcaria      | 1956, 1988, 2024                         |
| 3       | Austria         | 1966, 2014, 2025                         |
| 2       | Hiszpania       | 1968, 1969                               |
| 2       | Niemcy/RFN      | 1982, 2010                               |
| 1       | Monako          | 1971                                     |
| 1       | Belgia          | 1986                                     |
| 1       | Jugosławia      | 1989                                     |
| 1       | Estonia         | 2001                                     |
| 1       | Łotwa           | 2002                                     |
| 1       | Turcja          | 2003                                     |
| 1       | Grecja          | 2005                                     |
| 1       | Finlandia       | 2006                                     |
| 1       | Serbia          | 2007                                     |
| 1       | Rosja           | 2008                                     |
| 1       | Azerbejdżan     | 2011                                     |
| 1       | Portugalia      | 2017                                     |

## Klasyfikacja wszech czasów
Lista uwzględnia wszystkie państwa, które kiedykolwiek wzięły udział w Konkursie Piosenki Eurowizji. Spośród 52 krajów startujących Andora jako jedyna nigdy nie brała udziału w finale. 14 z 51 krajów uczestniczących w finałach nigdy nie zajęło miejsca w pierwszej trójce konkursu. Pozycję na liście ustalono na podstawie liczby najwyższych uzyskanych lokat.
    Państwa niebiorące czynnego udziału w konkursie (stan na 2025)
    Państwa nieistniejące
| L.p. | Kraj                 | 1. miejsce | 2. miejsce | 3. miejsce |
| ---- | -------------------- | ---------- | ---------- | ---------- |
| 1    | Irlandia             | 7          | 5          | 1          |
| 2    | Szwecja              | 7          | 1          | 6          |
| 3    | Wielka Brytania      | 5          | 16         | 3          |
| 4    | Francja              | 5          | 5          | 7          |
| 5    | Holandia             | 5          | 1          | 1          |
| 6    | Luksemburg           | 5          | –          | 2          |
| 7    | Izrael               | 4          | 2          | 2          |
| 8    | Włochy               | 3          | 3          | 5          |
| 9    | Szwajcaria           | 3          | 3          | 3          |
| 10   | Ukraina              | 3          | 2          | 2          |
| 11   | Dania                | 3          | 1          | 3          |
| 12   | Norwegia             | 3          | 1          | 1          |
| 13   | Austria              | 3          | –          | 1          |
| 14   | Niemcy               | 2          | 5          | 5          |
| 15   | Hiszpania            | 2          | 5          | 2          |
| 16   | Rosja                | 1          | 5          | 3          |
| 17   | Belgia               | 1          | 2          | –          |
| 18   | Monako               | 1          | 1          | 3          |
| 19   | Turcja               | 1          | 1          | 1          |
| 19   | Azerbejdżan          | 1          | 1          | 1          |
| 21   | Finlandia            | 1          | 1          | –          |
| 22   | Grecja               | 1          | –          | 3          |
| 23   | Estonia              | 1          | –          | 1          |
| 23   | Łotwa                | 1          | –          | 1          |
| 23   | Serbia               | 1          | –          | 1          |
| 26   | Jugosławia           | 1          | –          | –          |
| 26   | Portugalia           | 1          | –          | –          |
| 28   | Malta                | –          | 2          | 2          |
| 29   | Islandia             | –          | 2          | –          |
| 30   | Bułgaria             | –          | 1          | –          |
| 30   | Cypr                 | –          | 1          | –          |
| 30   | Australia            | –          | 1          | –          |
| 30   | Polska               | –          | 1          | –          |
| 30   | Serbia i Czarnogóra  | –          | 1          | –          |
| 30   | Chorwacja            | –          | 1          | –          |
| 35   | Rumunia              | –          | –          | 2          |
| 36   | Bośnia i Hercegowina | –          | –          | 1          |
| 36   | Mołdawia             | –          | –          | 1          |
| 38   | Armenia              | –          | –          | –          |
| 38   | Węgry                | –          | –          | –          |
| 38   | Albania              | –          | –          | –          |
| 38   | Białoruś             | –          | –          | –          |
| 38   | Czechy               | –          | –          | –          |
| 38   | Litwa                | –          | –          | –          |
| 38   | Słowenia             | –          | –          | –          |
| 38   | Macedonia Północna   | –          | –          | –          |
| 38   | Gruzja               | –          | –          | –          |
| 38   | Czarnogóra           | –          | –          | –          |
| 38   | Słowacja             | –          | –          | –          |
| 38   | Maroko               | –          | –          | –          |
| 38   | San Marino           | –          | –          | –          |
| 38   | Andora               | –          | –          | –          |

## Języki zwycięskich piosenek

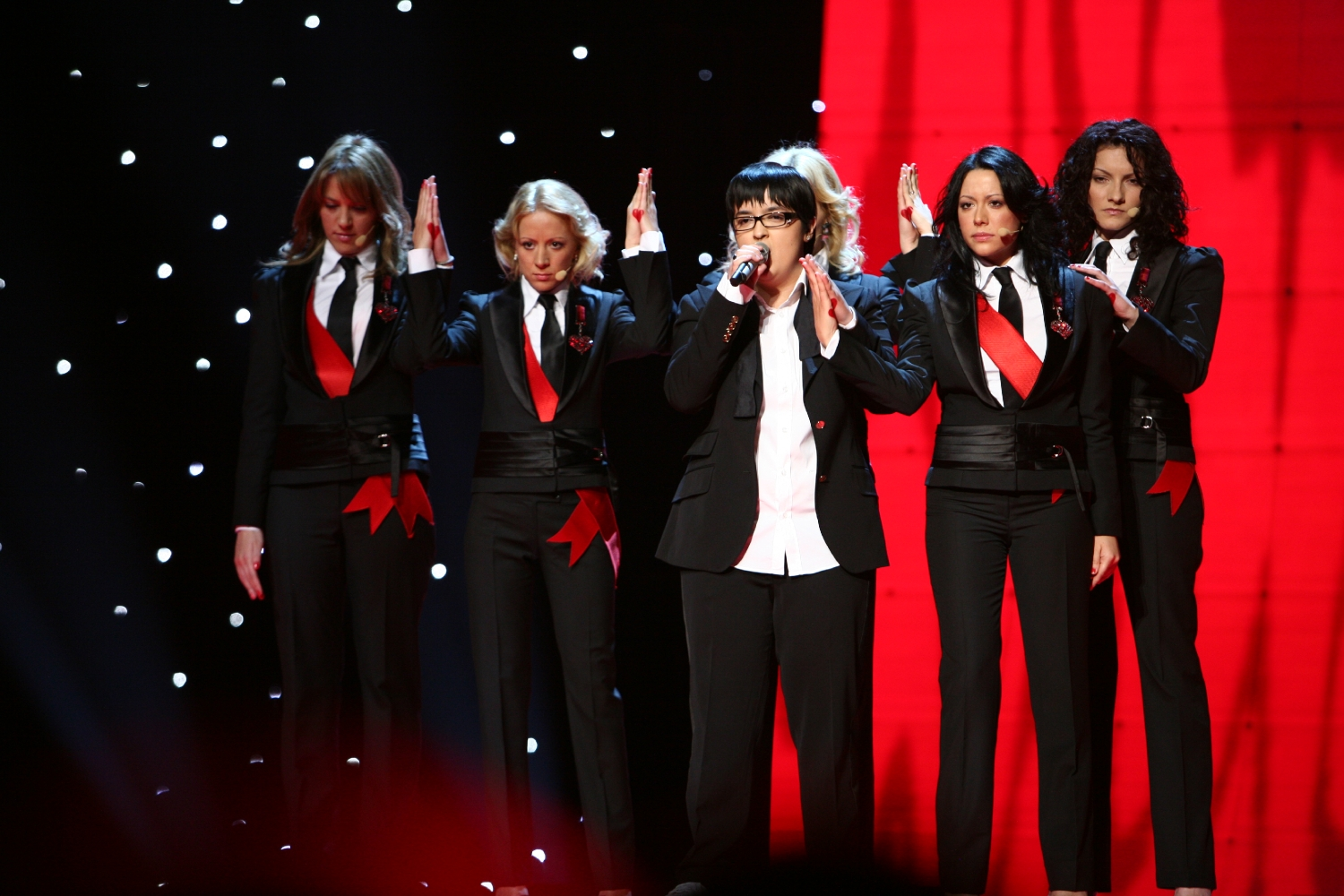
Mariji Šerifović podczas wykonania utworu „Molitva”, pierwszej piosenki w języku serbskim, która wygrała w konkursie

W latach 1966–1973 i 1977–1998 utwory reprezentujące wszystkie uczestniczące w konkursie kraje musiały być zaprezentowane w języku ojczystym danego państwa. Na 69 zwycięskich piosenek 34 zostało napisanych w języku angielskim. W 2007 konkurs wygrał serbskojęzyczny utwór „Molitva” Mariji Šerifović, stając się tym samym pierwszą (od 1998 roku) zwycięską kompozycją w całości wykonaną w innym języku, niż angielski.
| Liczba | Język             | Lata | Kraje |
| ------ | ----------------- | --- | --- |
| 35     | angielski         | 1967, 1969, 1970, 1974–1976, 1980, 1981, 1987, 1989, 1992–1994, 1996, 1997, 1999–2003, 2004, 2005, 2006, 2008–2015, 2016, 2018, 2019, 2023, 2024, 2025 | Wielka Brytania, Irlandia, Szwecja, Holandia, Dania, Estonia, Łotwa, Turcja, Ukraina, Grecja, Finlandia, Rosja, Norwegia, Niemcy, Azerbejdżan, Austria, Izrael, Szwajcaria |
| 14     | francuski         | 1956, 1958, 1960–1962, 1965, 1969, 1971–1973, 1977, 1983, 1986, 1988                                                                                   | Szwajcaria, Francja, Luksemburg, Monako, Belgia |
| 4      | hebrajski         | 1978, 1979, 1998, 2018 | Izrael |
| 3      | niderlandzki      | 1957, 1959, 1969 | Holandia |
| 3      | włoski            | 1964, 1990, 2021 | Włochy |
| 2      | norweski          | 1985, 1995 | Norwegia |
| 2      | szwedzki          | 1984, 1991 | Szwecja |
| 2      | niemiecki         | 1966, 1982 | Austria, Niemcy |
| 2      | hiszpański        | 1968, 1969 | Hiszpania |
| 2      | ukraiński         | 2004, 2022 | Ukraina |
| 1      | duński            | 1963 | Dania |
| 1      | serbsko-chorwacki | 1989 | Jugosławia |
| 1      | serbski           | 2007 | Serbia |
| 1      | krymskotatarski   | 2016 | Ukraina |
| 1      | portugalski       | 2017 | Portugalia |